# Through the Valley
«Through the Valley» es el segundo episodio de la segunda temporada de la serie de televisión estadounidense de drama postapocalíptico The Last of Us. Escrito por el cocreador de la serie Craig Mazin y dirigido por Mark Mylod, se emitió en HBO el 20 de abril de 2025. El episodio sigue a Ellie (Bella Ramsey) y Jesse (Young Mazino) de patrulla en su búsqueda de Joel (Pedro Pascal) y Dina (Isabela Merced), mientras Tommy (Gabriel Luna) se prepara para un ataque en Jackson (Wyoming) y Abby (Kaitlyn Dever) busca venganza contra Joel.
El episodio se filmó a principios de 2024. El ataque a Jackson, escrito para dar continuidad a los conflictos y motivaciones de los personajes, se filmó durante casi cuatro semanas y requirió más de 600 tomas de efectos visuales, un centenar de extras y docenas de especialistas. Los guionistas decidieron presentar la muerte de Joel al principio de la temporada, ya que pone en marcha la narración. La crítica alabó la dirección, la fotografía, el guion y las interpretaciones de Pascal, Ramsey y Dever.

## Trama
Tras refugiarse en una mansión abandonada cerca de Jackson (Wyoming), Abby tiene un sueño en el que advierte a su yo del pasado que no entre a la habitación en la que mataron a su padre. Cuando despierta, sigue firme en su misión de matar a Joel, mientras sus amigos, preocupados por la seguridad del pueblo y su falta de plan, consideran la posibilidad de retirarse. Abby se marcha para investigar Jackson y su amigo Owen le dice al resto del grupo que intentará convencerla de que vuelvan a Seattle.
Ellie le dice a Jesse que quiere ir a patrullar con Joel, pero Jesse le informa de que ya se ha ido con Dina. Abby es rescatada por Joel y Dina luego de que despertara accidentalmente a una gran horda de infectados que se escondían bajo la nieve. En Jackson, los zarcillos infectados son descubiertos, redirigiendo a la horda hacia el pueblo, lo que lleva a una batalla en la que Jackson sufre grandes daños y bajas; Tommy salva a su esposa María de un gordinflón alejándolo y finalmente matándolo con un lanzallamas.
Abby atrae a Joel y Dina a la mansión, diciendo que tiene amigos que pueden ayudarles a defender Jackson. Tras noquear a Dina, Abby, que revela ser la hija del médico de las Luciérnagas que Joel mató en Salt Lake City, dispara a Joel en la rodilla con una escopeta, golpea repetidamente su herida con un palo de golf y lo golpea hasta que el palo se parte en dos. Ellie, que había estado buscando a Joel y a Dina, es capturada y obligada a ver cómo Abby mata a Joel apuñalándolo en el cuello con la punta rota de uno de los palos. A pesar de que Ellie jura matar a Abby en venganza, ella y su grupo la perdonan y se marchan. Jackson comienza a recuperarse de la brutal batalla, mientras Ellie, Dina y Jesse regresan a casa con el cuerpo de Joel.

## Producción

### Concepción y escritura

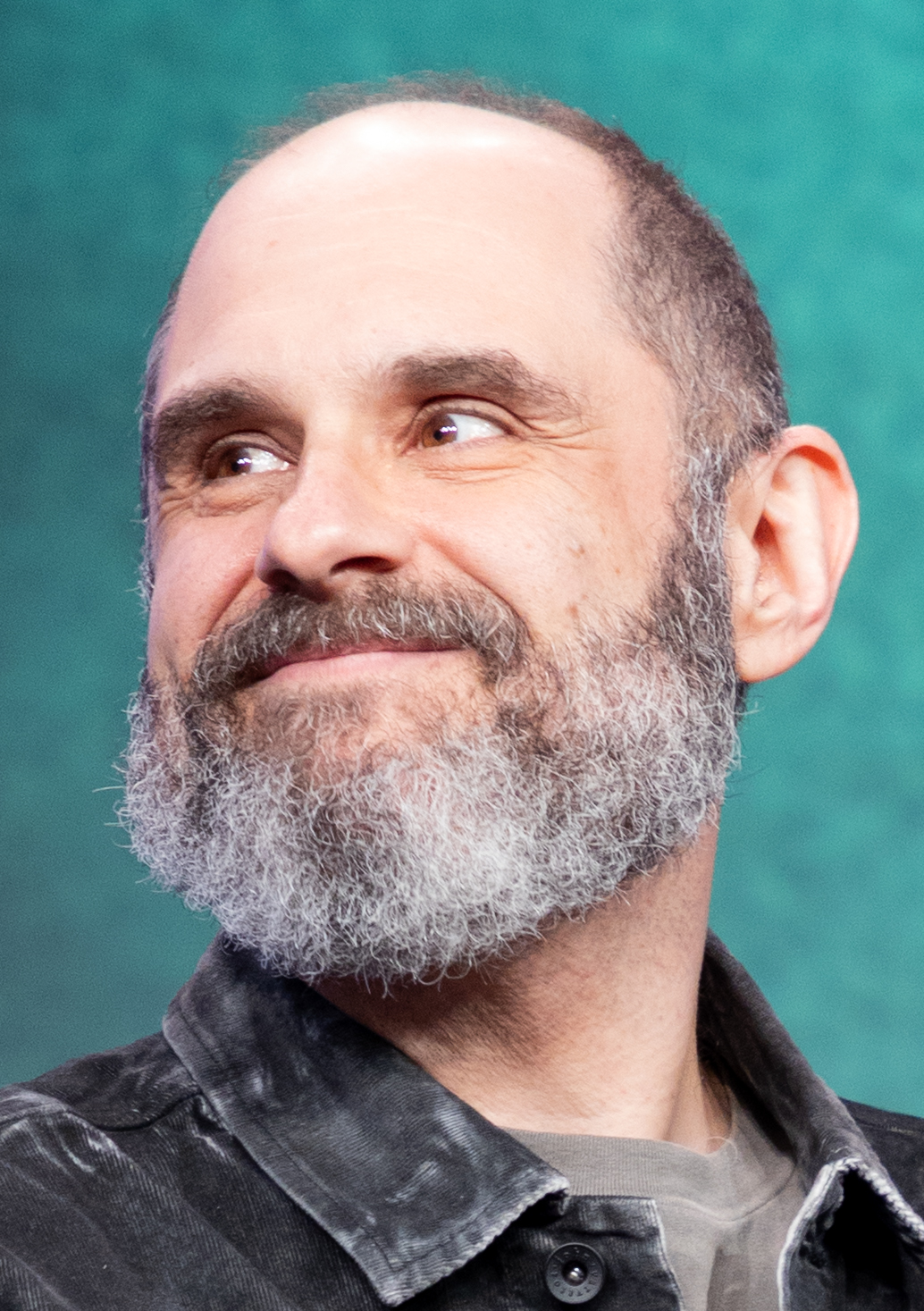
«Through the Valley» fue escrito por el cocreador de la serie Craig Mazin.

«Through the Valley» fue escrito por el cocreador de la serie Craig Mazin y dirigido por Mark Mylod. Mazin había querido que Mylod trabajara en la primera temporada pero estaba ocupado trabajando en Succession. Después de que Mylod mencionara que quería trabajar con Mazin durante un panel, Mazin le envió el guion del episodio; Mylod lo encontró irresistible. Este trabajó previamente con Bella Ramsey (quien interpreta a Ellie) en su primer papel como actriz: el episodio de Game of Thrones «The Broken Man». La segunda temporada de The Last of Us está basada en el videojuego The Last of Us Part II (2020). En el juego, Joel está emparejado con Tommy y Ellie con Dina, pero en el episodio Joel fue emparejado con Dina para mostrar su relación y conectarla más estrechamente con la muerte de Joel, y mantenerla separada de Ellie hace que su relación sea más ambigua. Mazin consideró que esto daba a Joel otra razón para no actuar, ya que al hacerlo ponía en peligro la vida de Dina. Ramsey consideró que esto le añadía resentimiento a Ellie, ya que el último día de Joel lo pasó con Dina en lugar de con ella. Emparejar a Ellie con Jesse también permitió centrarse en este último y en su relación.
Mazin se enteró de la muerte de Joel durante el desarrollo de The Last of Us Part II, antes de empezar a trabajar en la primera temporada. Consideró que era la decisión narrativa correcta y no quiso eliminarla de la serie; pensó que su brutalidad era una respuesta eficaz a las acciones de Joel.: 3:26  Los guionistas dedicaron mucho tiempo a considerar en qué episodio situar la muerte de Joel; consideraron brevemente trasladarla más adelante, pero decidieron no hacerlo. Mazin consideró que situarla en el segundo episodio de la temporada era apropiado después de presenciar la tensa relación de Joel y Ellie en el primero.: 4:22  Neil Druckmann, el cocreador de la serie que escribió y codirigió los juegos, pensó que debía ocurrir pronto, ya que es donde comienza seriamente la historia de la temporada,: 41:40  y dejarlo para más tarde le hacía sentir como si «estuvieran arrastrando los pies». Mazin también consideró las implicaciones reales de dejarlo para más tarde, entendiendo que los espectadores estarían constantemente conscientes de que aún no ha ocurrido; no quería «sentir que estamos jugando con todo el mundo».
Mylod estaba más nervioso por filmar la muerte de Joel que cualquiera de las escenas de acción, debido a su impacto y a las interpretaciones en el juego.: 20:17  Druckmann pensaba que mostrar la brutalidad de la muerte de Joel permitía a los espectadores comprender la mentalidad de los personajes y sus decisiones posteriores, aunque se redujo ligeramente respecto al juego debido al realismo de la acción en directo. Mazin y Mylod hablaron largo y tendido sobre la violencia, y opinaron que debía mostrarse para demostrar las acciones de Abby, pero con moderación para evitar glorificarlas o celebrarlas; el guion era originalmente más sutil, pero Mylod consideró que evitar mostrar la muerte era «tímido... como si nos estuviéramos escabullendo». Mazin pensó que mostrar los puños de Abby golpeando la cara de Joel «habría sido gratuito y propio de una película de acción», y no reflejaría la verdadera tristeza y reprochabilidad de la escena, y Mylod «quería evitar la tortura excesiva». El intento de Joel de moverse después de que Ellie le hablara demostró que era consciente de su presencia; su cara fue lo último que vio. Su arrastramiento hacia Joel estaba presente en el primer borrador del guion de Mazin, reflejando su necesidad de estar con él. Mylod lloró durante una toma de la escena. En algunas tomas, Manny escupía sobre el cadáver de Joel, como en el juego, pero se cortó en favor de una toma mejor.
Los guionistas consideraron que la ausencia de un personaje jugador permitía a la serie representar ataques a Jackson, que no se vio en el juego.: 7:16  Druckmann apreció la representación de la escala de los infectados, implícita en los juegos y en la primera temporada pero rara vez demostrada.: 24:50  La familiaridad de los guionistas con la producción de la serie permitió más secuencias de acción, a través de las cuales mantuvieron conexiones con el desarrollo de los personajes.: 25:46  Mazin consideró que las relaciones entre los personajes, como la de Tommy y María, aumentaban el interés, haciendo que pareciera algo más que «una pelea».: 29:30  Druckmann pensó que la inclusión del asedio añadía más conflicto a los personajes, ya que se enfrentaban a más pérdidas además de la de Joel, y Mazin opinó que demostraba la pérdida de estabilidad de los personajes tras sentirse seguros en Jackson. El uso de un lanzallamas por parte de Tommy contra el gordinflón es una referencia al juego, y refleja el miedo que Mazin sintió durante la partida. La secuencia con los infectados congelados se inspiró en el juego y se amplió, mientras que otras secuencias —como la de Abby perseguida por la horda y salvada por Joel— se adaptaron mucho más meticulosamente.: 32:24 

### Elenco y personajes
Pedro Pascal, quien interpreta a Joel, era consciente de la muerte del personaje cuando aceptó el papel por primera vez. Se sintió inalterado durante la filmación hasta que le aplicaron el maquillaje sangriento y las prótesis, que, en su opinión, «mataron por completo el ambiente en cuanto cualquiera lo mirase», debido a la pena. Mazin no estaba preocupado por perder la popularidad de Pascal en su salida de la serie, señalando que el mundo y la historia son «la estrella». Pascal estrechó lazos con Kaitlyn Dever, que interpreta a Abby; esta relación le parecía irónica teniendo en cuenta el conflicto de sus personajes, pero sentía que eso los unía más.: 2:31  Ramsey se sintió mal y lloró mientras leía el guion, la primera vez lloraba leyendo.: 6:11  Se prepararon para la escena escuchando en bucle «Peanut Butter Jelly Time» de Buckwheat Boyz para contrarrestar la oscuridad y el agotamiento, y continuaron haciéndolo hasta segundos antes de cada toma. Mazin consideró que el hecho de que Ellie suplicara a Joel que «se levantara» reflejaba lo mismo que la audiencia sentiría.
Gabriel Luna y Rutina Wesley, quienes interpretan a Tommy y María, se sometieron a entrenamiento con armas de fuego y acrobacias para la serie, incluso con recreaciones de armas utilizadas en el juego, como la M1 Garand de Tommy. Luna también aprendió a disparar con el lanzallamas. Tras la producción, tuvo visiones recurrentes de figuras en llamas que corrían hacia él, lo que sospecha que es un trauma provocado por el lanzallamas. Al principio, Luna estaba preocupado por la ausencia de Tommy durante la muerte de Joel; más tarde, Mazin le envió un extenso texto en el que esbozaba sus planes para la historia de Tommy, incluida la batalla en Jackson. Druckmann sintió que el objetivo de Tommy cambiaba durante las escenas de acción: de proteger a Jackson a salvar a María, a quien, junto a su hijo, más quiere. Wesley sentía que los dos personajes eran «anclas el uno para el otro».
El cadáver del padre de Abby se mostró intencionadamente en el final de la primera temporada debido a su relevancia en la segunda, sobre todo en la secuencia del sueño de Abby.: 10:01  Dever quería que el dolor y la pérdida del personaje se reflejaran en sus ojos; la consideraba «un ser humano muy roto». Mazin consideraba a Abby «insatisfecha» tras la muerte de Joel, al no lograr plenamente lo que buscaba y disgustar a sus amigos en el proceso; sentía que «no tenía el control de sí misma» durante la escena. A Dever la muerte de Joel le pareció «desgarradora», como espectadora de la primera temporada. La escena fue su primera en la serie; la filmación tuvo lugar unas semanas después de la muerte de su madre y tres días después del funeral. Aunque Pascal e Isabela Merced tenían otras obligaciones de filmación, el calendario de producción se modificó para adaptarse a las necesidades de Dever y ella eligió el día para filmar la muerte de Joel, pidiendo un equipo mínimo. No pudo prepararse para las escenas de la forma habitual, lo que, en su opinión, benefició al personaje al resultar más natural. Mazin escribió un monólogo para Abby que no estaba presente en el juego, motivado por la revelación de las motivaciones de Abby antes en la serie que en el juego. Mylod consideraba que Dever «lo daría todo», incluso durante las tomas no centradas en Abby, lo que calificó de «mi sueño como director».

### Música
El episodio termina con la versión de Ashley Johnson de «Through the Valley» de Shawn James; Johnson interpretó a Ellie en los juegos y a la madre de Ellie, Anna, en la serie. La canción apareció en el segundo juego y en su mercadotecnia. La versión de Johnson es una mezcla de su interpretación original y una nueva grabación para el episodio. Mazin consideró que su uso reflejaba el amor de Anna por Ellie durante la escena en la que Ellie llora por Joel, situando esencialmente a los dos padres de Ellie dentro de la secuencia. En su opinión, algunas letras representaban los acontecimientos del episodio —mientras Jackson puede salvarse, almas se han condenado— y otras reflejaban un deseo inalcanzable para sus personajes:: 38:40 

Letra traducida:
Camino por el valle de la sombra de la muerte

Y no temo al mal porque estoy ciego a todo ello

Y mi mente y mi arma me consuelan

Porque sé que mataré a mis enemigos cuando vengan

### Filmación y posproducción
El episodio se filmó a lo largo de un mes y medio, incluidas casi cuatro semanas para la secuencia de acción. La producción comenzó en febrero de 2024, con Catherine Goldschmidt como directora de fotografía. La muerte de Joel se filmó el 7 de marzo en Kamloops (Columbia Británica). Pascal se retrasó en la filmación cuando su vuelo fue desviado debido al mal tiempo, lo que lo obligó a regresar a Vancouver. Mazin y Mylod pasaron horas determinando dónde se situaría cada personaje, y Mylod y Goldschmidt optaron por centrarse en los rostros de los amigos de Abby durante la escena en lugar de en la violencia. El llanto de Mel fue improvisado por la actriz Ariela Barer. Las escenas de la cabaña de esquí se filmaron durante cuatro días; de los dos días centrados en la muerte de Joel, uno se dedicó principalmente a las escenas de Ellie. Goldschmidt filmó un plano con grúa de Ellie junto al cadáver de Joel para que los espectadores comprendieran todo el espacio de la habitación y sintieran el aislamiento y el vacío del momento íntimo entre los personajes.: 7:29  Mientras que el resto de la escena estaba encuadrada cerca de los actores, Mylod quería que el plano final se alejara de «esa gramática de la cámara hacia un lugar que fuera final, sentencioso y, con suerte, desgarrador».
Las escenas en torno a Jackson se filmaron en Mission, Fort Langley y Langley. La ciudad se construyó en un aparcamiento de Vancouver, mide 292 500 pies cuadrados (27 174,1 m²) y cuenta con 45 edificios parcialmente construidos. Los materiales utilizados en la representación de la primera temporada de Jackson no se reutilizaron para demostrar su crecimiento. Mylod y Goldschmidt trazaron el guion gráfico de la acción en el estudio de grabación antes de que el diseñador de producción Don Macauley y su equipo lo completaran, añadiendo los elementos necesarios para ayudar a la producción, como la ignifugación de los edificios y las pasarelas para el elenco y el equipo. Macauley ilustró cada parte de la batalla en el estudio para ayudar al equipo de producción. Los productores ejecutivos Jacqueline Lesko y Cecil O'Connor dirigieron los equipos responsables de las escenas de acción, que incluían a docenas de dobles y unos 100 extras con prótesis; los dobles asistieron a un campo de entrenamiento para familiarizarse con los papeles. Glenn Ennis, el doble del gordinflón, tuvo que utilizar almohadillas y una tienda de refrigeración antes de ser golpeado con el lanzallamas, lo que hizo entre 12 y 14 veces; Mylod pensó que «casi le provocaron hipotermia». La producción se trasladó a Alberta durante dieciséis días a partir del 18 de marzo, incluyendo Exshaw y Fortress Mountain Resort. El clima afectó a la producción; la filmación tuvo lugar en Fortress Mountain durante una ventisca,: 1:00  incluida la escena en la que Abby es perseguida por los infectados.: 4:11 
Mazin y Macauley concibieron el enfrentamiento en el callejón entre Tommy y el gordinflón después de que tuviera lugar la producción principal; se filmó cuatro meses después en una propiedad privada en Minaty Bay (Britannia Beach), a lo largo de cinco días —5, 7, 12, 13 y 2 de julio— con pirotecnia de humo y llamas. El gordinflón es más grande e imponente que el de la primera temporada. Mylod y el primer ayudante de dirección Dan Miller trabajaron con el supervisor de efectos visuales Alex Wang para crear una previsualización de la secuencia de acción completa. Mylod consideró que sus experiencias dirigiendo Game of Thrones le prepararon para la producción física y los efectos visuales. Once equipos de efectos visuales trabajaron en el episodio, incluidos DNEG, Important Looking Pirates y Wētā FX, este último en los infectados.: 26:00  En el episodio se utilizaron más de 600 planos de efectos visuales, casi 200 más que en el quinto episodio de la temporada anterior. El diseñador de prótesis Barrie Gower habló con Mazin y Druckmann sobre el cambio de aspecto de algunos infectados para reflejar el clima más frío, haciendo que parecieran congelados.: 4:42  Mazin consideró la prótesis de la muerte de Joel la más importante de la temporada. Pascal fue escaneado en 3D para que Gower pudiera elaborar las prótesis teniendo en cuenta sus medidas, sobre todo porque el ojo izquierdo de Pascal estaría cerrado.: 7:45 

## Recepción

### Emisión
El episodio se emitió en HBO el 20 de abril de 2025.

### Recepción crítica
«Through the Valley» tiene un índice de aprobación del 94% en el agregador de reseñas Rotten Tomatoes, basándose en 17 críticas, con una puntuación media de 9,2 sobre 10. Michael Walsh, de Nerdist, lo calificó de «lo mejor de la televisión en todos los sentidos». Nathan Ingraham, de Engadget, consideró que la representación simultánea de la batalla de Jackson y la muerte de Joel «es un legado para los guionistas, los directores y el elenco», aunque Simon Cardy, de IGN, opinó que eran «dos historias que no se dan suficiente espacio para respirar».
Los críticos alabaron la interpretación de Ramsey por representar el dolor y la furia, especialmente en los gritos de Ellie cuando matan a Joel; Kimberly Roots, de TVLine, alabó la capacidad de Ramsey para comunicar «la desesperación de Ellie al darse cuenta de que no hay tiempo para arreglar las cosas» con Joel, y Caroline Siede, de The A.V. Club, consideró que Ramsey captó con eficacia tanto «la madurez como la inocencia infantil» de Ellie. La interpretación de Dever fue alabada por su intensidad y ferocidad, lo que muchos consideraron que compensaba el físico más musculoso que tiene Abby en el juego; Chris Bennion, de The Telegraph, calificó la actuación de Dever de «poderosa», que anclaba las acciones de Abby en la realidad, y Alex Welch, de TheWrap, opinó que «no deja lugar a dudas de por qué era la actriz adecuada para el papel». Cardy, de IGN, calificó la interpretación de Pascal de «perfecta», citando la «aceptación en sus ojos» al morir; Walsh, de Nerdist, consideró memorable su mirada final a Ellie, y también elogió la emoción matizada de Luna.
Siede, de The A.V. Club, comparó el guion con una tragedia griega y calificó sus conveniencias argumentales de «devastadoras a propósito, más que estructuralmente perezosas». Zosha Millman, de Polygon, valoró que el hecho de que Abby desatara involuntariamente la horda sobre Jackson demuestra las implicaciones sociales más amplias de su búsqueda de venganza. Varios críticos alabaron la escena de la muerte de Joel por equilibrar el dolor y la brutalidad de Abby. Ingraham, de Engadget, alabó su yuxtaposición con el ataque a Jackson por añadir capas de dolor, aunque Tracy Brown, de Los Angeles Times, consideró poco sutil que Jackson «sea destruido por monstruos infectados mientras que Joel es asesinado por monstruos humanos». Cardy, de IGN, opinó que la acción eclipsaba la muerte de Joel y distraía la atención de los acontecimientos con personajes desconocidos. Kenneth Shepard, de Kotaku, criticó el ritmo y señaló que el subtexto se hace demasiado obvio al eliminar la ambigüedad de Abby y mostrar a Ellie abrazando el cuerpo de Joel. Shirley Li, de The Atlantic, opinó que el monólogo de Abby eliminaba la conmoción de haber matado a Joel y que el «implacable» ataque de Jackson se añadió para compensar, haciendo que la serie «se volviera más circular y sofocante en su narración». Muchos críticos consideraron que la conmoción de la muerte de Joel recordaba a la de Ned Stark o a la Boda Roja de Game of Thrones.
La dirección de Mylod y la fotografía de Goldschmidt recibieron elogios por centrarse en los personajes, sobre todo durante las secuencias de acción y la muerte de Joel. Varios críticos alabaron la secuencia de la persecución de Abby y consideraron que la claustrofobia de la fotografía era aterradora; Cardy, de IGN, opinó que demostraba la «rabiosa implacabilidad» de los infectados, y Shepard, de Kotaku, se acordó del juego. Siede, de The A.V. Club, calificó el plano grúa de Ellie abrazando a Joel de «hermoso y devastador», y Ben Travers, de IndieWire, opinó que el plano final reflejaba la visión del futuro de Ellie, limitada por su concentración en el pasado. Varios críticos consideraron que la secuencia de acción era la más épica e intensa de la serie, y la compararon favorablemente con Game of Thrones y con la Batalla del Abismo de Helm de El Señor de los Anillos: las dos torres. James Jackson, de The Times, la comparó con la secuencia de apertura de Saving Private Ryan, y John Nugent, de Empire, la calificó de «excepcional televisión cinematográfica a gran escala». A Siede, de The A.V. Club, le impresionó cómo las escenas hicieron que se preocupara más por Tommy y María, mientras que Keith Phipps, de Vulture, opinó que las escenas de preparación aumentaron la eficacia de la acción. Por el contrario, Cardy, de IGN, consideró que la secuencia, a pesar de estar bellamente filmada, era una corrección excesiva de la escasa acción de la primera temporada, y Alan Sepinwall, de Rolling Stone, la consideró «emocionante» pero «menos convincente de lo que debería ser» debido a sus personajes desconocidos.